# Sierville
Sierville é uma comuna francesa na região administrativa da Normandia, no departamento de Sena Marítimo. Estende-se por uma área de 16,02 km². Em 2010 a comuna tinha 1 062 habitantes (densidade: 66,3 hab./km²).